# Стурцо, Луиджи
Луи́джи Сту́рцо (итал. Luigi Sturzo; 26 ноября 1871, Кальтаджироне, Сицилия — 8 августа 1959, Рим) — итальянский священник и политик, видный деятель христианско-демократического движения.

## Биография

### Начало пути
Луиджи Стурцо родился 26 ноября 1871 года в Кальтаджироне на Сицилии, сын Феличе Стурцо из рода баронов д’Альтобрандо, и Катерины Боскарелли (Caterina Boscarelli). В их семье родились шестеро детей: Маргерита, Марио (впоследствии — епископ Пьяцца-Армерины), Ремиджия (в монашестве приняла имя Джузеппина), Микела (умерла в детстве). Последними родились близнецы Луиджи и Нелина. В 1883 году Луиджи начал обучение в семинарии Ачиреале, в 1886 году по состоянию здоровья перевёлся в семинарию Ното, с 1888 года обучался экстерном в семинарии Кальтаджироне.
В 1894 году Стурцо был рукоположён в священника, в 1898 году получил высшее богословское образование в Папском Григорианском университете и вскоре примкнул к христианско-демократическим кругам. После университета вернулся в Кальтаджироне, где ещё в 1897 году основал газету La Croce di Costantino.
Занимался учреждением сельских кооперативов и касс, а также рабочих обществ, будучи сторонником идей преобразования Юга Италии на основе мелкого и среднего предпринимательства, расширения местного самоуправления и отказа от государственного протекционизма. Стурцо являлся сторонником включения католиков в политическую жизнь Италии, но подчинялся запрету Святого Престола (Non expedit) и ограничивался участием в управлении на низовом уровне — являлся заместителем мэра Кальтаджироне (1905—1920). В 1915—1924 годах Стурцо состоял заместителем председателя Ассоциации итальянских коммун, а в 1915—1917 годах являлся секретарём правления Католического действия.

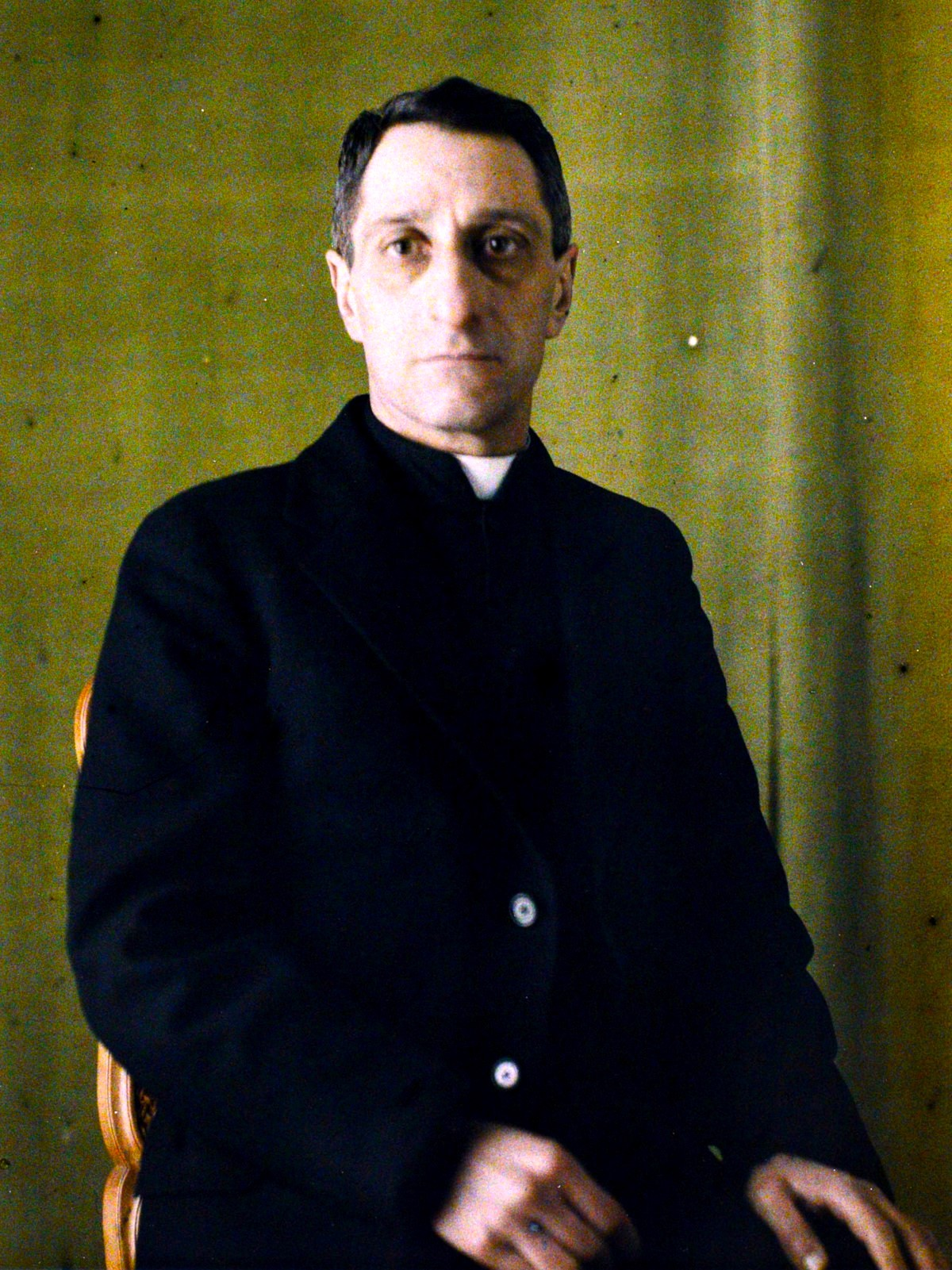
Автохром 1925 года

### Создание партии и антифашизм
После отмены правила Non expedit с разрешения Папы Бенедикта XV стал в 19 января 1919 года одним из основателей Итальянской народной партии (ИНП) и занял должность её секретаря. На первых своих выборах ИНП получила 20,6% голосов и 100 мест в Палате депутатов, так что вплоть до 1922 года ни одно правительство не могло быть сформировано без её поддержки. 
Стурцо был убежденным антифашистом, который противостоял клерикально-фашистским элементам в Ватикане и указывал на несовместимость католицической веры с фашизмом в таких работах, как «Христианское сознание» (Coscienza cristiana). В апреле 1923 года на съезде в Турине Стурцо добился решения об уходе ИНП в оппозицию правительству Муссолини. Партийный съезд подтвердил антифашистский, конституционный, центристский характер ИНП, который в целом поддерживался рядовыми членами партии. 
После того, как Муссолини начал угрожать репрессиями духовенству за политическую оппозицию ИНП, в июле 1923 года Стурцо вынужденно ушёл из партийного руководства, затем поддержал Авентинский блок и сотрудничество с социалистами. Партию возглавил светский католик Альчиде Де Гаспери. Стурцо оставался активным членом партии до 1924 года, когда сам кардинал Гаспарри организовал его эмиграцию после обострения давления и угроз расправы. 
В 1924 году эмигрировал из фашистской Италии в Лондон, в 1940 году переехал в Нью-Йорк. В 1926 году Стурцо отклонил предложение Ватикана, переданное через кардинала Фрэнсиса Борна, служить капелланом в монастыре в Чизике (и предоставить жильё его сестре-близнецу Нелине) в обмен на прекращение журналистской деятельности и «спонтанное заявление» об уходе из политики. 

### Возвращение на родину и наследие

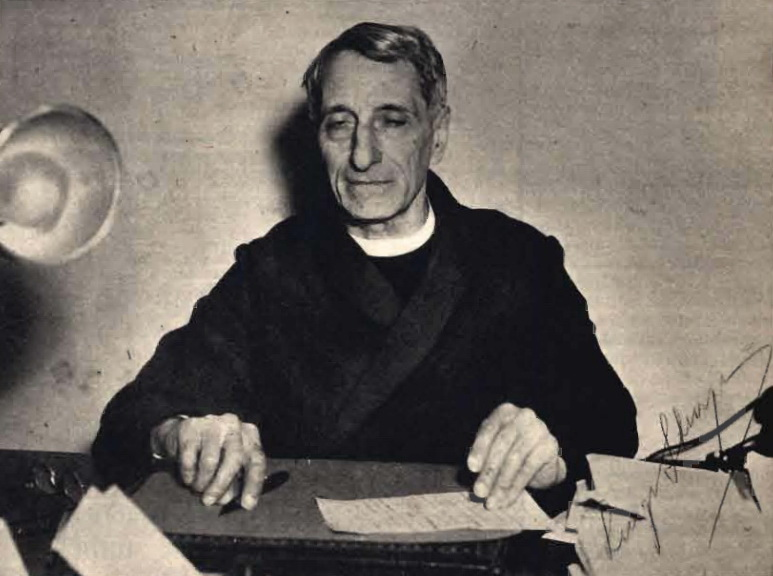
Фотография 1959 года из издания Epoca

Вернулся на родину в 1946 году и возобновил политическую деятельность. Стурцо не вступил в Христианско-демократическую партию (по его мнению, ХДП была тесно связана с католической церковью, в отличие от ИНП, которая строилась как внеконфессиональная партия католиков), но по-прежнему твёрдо отстаивал либеральные идеи в дискуссиях с левыми политическими силами, был противником государственного вмешательства в экономику. В 1952 году назначен пожизненным сенатором, в 1954 году стал вице-президентом Института Итальянской энциклопедии.
Критически относился к большевизму, называя его левым фашизмом, и к фашизму, который определял как правый большевизм. В 1935 году опубликовал в эмиграции книгу «Тоталитарное государство», в которой рассматривал заявленную тему на примере нацистской Германии, фашистской Италии и сталинского СССР. Стурцо также писал о мысли святого Августина, Готфрида Вильгельма Лейбница, Джамбаттисты Вико и Мориса Блонделя, развивая «диалектику конкретного». 
17 июня 1951 года группа сторонников Луиджи Стурцо выступила с идеей создания научного института его имени, и указом президента Италии Луиджи Эйнауди № 1408 от 25 ноября 1951 года Институт Луиджи Стурцо был учреждён с задачей проведения исследований в области социологии, истории, права и экономики. В 1956 году институт занял предоставленный ему палаццо Бальдассини, работал под руководством Стурцо и продолжил свою деятельность после его смерти, наступившей 8 августа 1959 года.